# Młynówka (dopływ Kamiennej)
Młynówka – struga w powiecie starachowickim o charakterze górskim (gwałtownie przybiera podczas opadów) o długości ok. 7 km. Lewobrzeżny dopływ Kamiennej. Stanowi wraz z rzeką Kamienną element Dorzecza Wisły.
Początek rzece dają dwa potoki: jeden o nazwie Majówka wychodzący w okolicy miejsca zwanego Łabędz (w lesie pomiędzy Starachowicami a Tychowem wysokość z map rastrowych ok. 249 m n.p.m.), który płynie następnie w kierunku południowo-wschodnim pod miejscowością Lipie w kierunku Starachowic drugi o nazwie Młynówka mający początek w lasach pomiędzy Łazami (dzielnica Starachowic) a Adamowem (wysokość z map rastrowych ok. 268 m n.p.m. 51°02′27″N 21°07′41″E/51,040833 21,128056). Ten z kolei płynie na północny zachód w kierunku miasta do doliny zwanej Doliną Młynówki gdzie oba potoki łącza się w miejscu o współrzędnych 51°02′48″N 21°06′13″E/51,046667 21,103611. Mapy rastrowe pokazują w tym miejscu wysokość ok. 228 m n.p.m.
Dalej Młynówka płynie w kierunku południowo-zachodnim (wzdłuż biegu rzeki położona jest linia kolejki wąskotorowej), następnie poprowadzona przepustem pod ul. Iłżecką w Starachowicach kieruje się na południe równolegle do biegu rz. Kamiennej wpadając do niej z lewej strony pod Michałowem Przemysłowym (dzielnica Starachowic 51°01′39″N 21°05′00″E/51,027500 21,083333.
Dział wodny III rzędu Nr. 234378